# Лангобардско кралство
Лангобардското кралство (на латински: Regnum Langobardorum) е държавното образувание, създадено в Италия от лангобардите между 568 и 569 г. (нахлуване във Византийска Италия) и 774 г. (падането на кралството от франките на Карл Велики), със столица Павия. Ефективният контрол на суверените върху двете големи области, съставляващи кралството – Голяма Лангобардия в централната част на север (на свой ред разделена на западна област –  Неустрия и източна област – Аустрия), и Мала Лангобардия в центъра-юг (съставена от двете големи полуавтономни херцогства: Сполето и Беневенто), не е постоянен през двата века на царуването – от първоначална фаза на силна автономия на многобройните херцогства, които го съставляват, с течение на времето се развива все по-голям авторитет на суверена, макар че стремежите на херцозите към автономия никога не са били напълно поставени под контрол.

## VI век

### Основаване на кралството
Нахлуването на лангобардите слага край на ефимерната византийска реконкиста на Юстиниан I и за първи път от времето на римското завоевание (3 – 2 век пр.н.е.) нарушава политическото единство на Италианския полуостров, разделен между лангобардите и византийците според границите, предмет на промени във времето, предвид характеристиките на лангобардската селищност и колебанията в баланса на силите.
Новодошлите се разпръсват между Голяма Лангобардия (Северна Италия, гравитираща около столицата на кралството Тицинум – днес Павия; оттук и името на днешната област Ломбардия) и Мала Лангобардия (херцогствата Сполето и Беневенто), докато териториите, които остават под византийски контрол, се наричат „Романия" (оттук и името на днешния регион Романя) и имат за своя опорна точка Равенския екзархат. При навлизането си в Италия крал Албоин поверява контрола над Източните Алпи на един от най-доверените си военачалници – Гизулф I, който става първи херцог на Фриули. Херцогството, базирано в Чивидале дел Фриули (тогава Forum Iulii), винаги в борба с чуждото население, което пренебрегва прага на Гориция, запазва по-голяма автономия до управлението на Лиутпранд спрямо другите херцогства на Мала Лангобардия, оправдано от неговите изключителни военни нужди.
По-късно в главните градове на кралството са създадени други херцогства – решението е продиктувано предимно от военни нужди (херцозите са преди всичко командири със задачата да завършат контрола на територията и да я защитят от възможни контраатаки), но посява семето на структурната слабост на лангобардската кралска власт.
През 572 г., след капитулацията на Павия и издигането ѝ в столица на кралството (където за кралско седалище е избран Кралският дворец, построен от Теодорих Велики), Албоин става жертва на заговор, замислен във Верона от неговата съпруга Розамунда в съглашение с някои гепидски и лангобардски воини. Но лангобардската аристокрация не одобрява цареубийството и принуждава Розимунда да избяга при византийците в Равена.

### Клеф и периодът на херцозите
По-късно през същата 572 г., 35-те херцози, събрани на събрание в Павия, провъзгласяват Клеф за крал. Новият владетел разширява границите на кралството, завършва завладяването на Тусция и обсажда Равена. Клеф се опитва да продължи последователно политиката на Албоин, която има за цел да разбие правно-административните институции, консолидирани дотогава по време на остготското и византийското господство, елиминирайки голяма част от латинската аристокрация, окупирайки техните земи и придобивайки техните активи. Но през 574 г. гърлото му е прерязано от човек от неговото обкръжение, вероятно подстрекаван от византийците.
След този факт има десетилетие на анархия, по време на което не е назначен друг крал и херцозите управляват като абсолютни суверени в съответните си херцогства, не без вътрешни борби. На този етап от окупацията херцозите са просто глави на различните fara на лангобардския народ; все още не свързани постоянно с градовете, те просто действат независимо, също и защото са подложени на натиск от воините, номинално под тяхна власт, да се възползват от все още големите възможности за плячка. Тази нестабилна ситуация, продължаваща във времето, води до окончателния колапс на римско-италийския политико-административен ред, който до инвазията е практически поддържан, дотолкова че самата римско-италийска аристокрация запазва отговорността за гражданската администрация (достатъчно е да си помислим за  Касиодор).
Следователно в Италия лангобардите се налагат първоначално като доминираща каста на мястото на съществуващата, потисната или прогонена. Продуктите от земята се споделят с романските поданици, които я обработват, запазвайки една трета (tertia) от реколтата на лангобардите. Приходите не отиват при отделни лица, а при fara, която ги администрира в sala (термин, който все още се среща в италианската топонимия). Икономическата система на Късната античност, основана на големи имоти, обработвани от селяни в полуробски условия, не е революционизирана, а само модифицирана, така че да е в полза на новите владетели.
Възползвайки се от периода на анархия, меровингът Гунтрам, крал на франките от Орлеан, побеждава лангобардите, анексирайки Аоста и Суза през 575 г. Двата града винаги са представлявали слабите точки на защитата на кралството в северната част, тъй като са били две много важни врати към Италия.

### Окончателно заселване: Аутари, Агилулф и Теодолинда
След десет години междуцарствие необходимостта от силна централизирана монархия сега е ясна дори за най-големите поддръжници на независимостта сред херцозите. Франките и византийците натискат и лангобардите вече не могат да си позволят твърде подвижна структура на властта, полезна само за извършване на нападения в търсене на грабежи. През 584 г. херцозите се съгласяват да коронясат сина на Клеф, Аутари, за крал и предават половината от собствеността си на новия монарх (и след това вероятно компенсират това с нова репресия срещу оцелялата римска земя.) По този начин Аутари успява да се включи в реорганизацията на лангобардите и тяхното постоянно заселване в Италия. Подобно на остготските крале, той приема титлата Флавий, с която възнамерява да се провъзгласи за защитник и на всички романци, присъстващи на неговата територия: това е изрично препратка, направена в антивизантийски ключ, към наследството от Западната Римска империя.
От военна гледна точка Аутари побеждава както франките, така и византийците и разбива коалицията им, изпълнявайки мандата, който самите херцози са му поверили при избирането му. През 585 г. той отблъсква франките обратно в днешен Пиемонт и кара византийците да поискат примирие за първи път, откакто лангобардите навлизат в Италия. Когато изтича, той окупира последния византийски бастион в Северна Италия: Изола Комачина в езерото Комо. За да осигури стабилен мир с франките, Аутари се опитва да се ожени за франкска принцеса, но планът се проваля. Тогава кралят, в ход, който трябва да повлияе на съдбата на кралството за повече от век, се обръща към традиционните врагове на франките, баварците, за да се ожени за принцеса Теодолинда, която освен това има кръв от Летингите (т.е., произлиза от Вахо, крал на лангобардите между 510 и 540 г. и фигура, заобиколена от аура на легенда, представител на кралско потекло с голямо влияние върху лангобардите). Съюзът с баварците довежда до сближаване между франките и византийците, но Аутари успява (през 588 г. и отново, въпреки някои първоначални сериозни неуспехи, през 590 г.) да отблъсне франкските атаки. Периодът на Аутари бележи, според Павел Дякон, завоюването на първата вътрешна стабилност на лангобардското кралство:
Аутари умира през същата 590 г., вероятно отровен в дворцов заговор и, според легендата, докладвана от Павел Дякон, наследяването на трона е решено по измислен начин. Младата вдовстваща кралица Теоделинда, баварка, но носеща кръвта на Летингите, избира наследника на трона и своя нов съпруг: херцогът на Торино, Агилулф. На следващата година (591) Агилулф получава официалната инвеститура от Събранието на лангобардите (Gairethinx), събрало се в Милано. Влиянието на кралицата върху политиката на Агилулф е значително и основните решения се приписват на двамата.
След потушаването на бунта на някои херцози през 594 г., Агилулф и Теодолинда развиват политика за укрепване на Италия, гарантирайки границите чрез мирни договори с франките и аварите. Примирията с византийците са систематично нарушавани и десетилетието до 603 г. е белязано от подчертано възстановяване на лангобардското напредване. На север Агилулф също окупира, наред с други градове, Парма, Пиаченца, Падуа, Монселиче, Есте, Кремона и Мантуа, докато и на юг херцозите на Сполето и Беневенто разширяват лангобардските владения.
Укрепването на кралските правомощия, започнато първо от Аутари, а след това от Агилулф, също бележи прехода към нова териториална концепция, основана на стабилното разделение на кралството на херцогства. Всяко херцогство се оглавява от херцог, който вече не е просто глава на fara, а е кралски служител, пазител на обществените правомощия. Седалищата на херцогствата са установени в стратегически важни центрове, като по този начин благоприятстват развитието на много градски ядра, разположени по протежение на основните комуникационни пътища на времето (Чивидале дел Фриули, Тренто, Тревизо, Верона, Бреша, Бергамо, Ивреа, Торино, Лука). В управлението на публичната власт херцозите са подпомагани от второстепенни служители, наречени скулдаски (sculdahis на лангобардски) и от гасталди, които управляват големите селски компании.
Новата организация на властта, свързана по-малко с кръвни и кланови взаимоотношения, а повече с териториално управление, бележи основен етап в консолидацията на лангобардското кралство в Италия, което постепенно губи характеристиките на чисто военна окупация и се доближава до по-правилно държавен модел. Включването на победените (романците) е неизбежна стъпка и Агилулф прави някои символични избори, насочени както към укрепване на властта му, така и към приписването ѝ на населението от латински произход. Церемонията по асоциирането с трона на неговия син Адалоалд през 604 г. следва византийски ритуал; вече не избира Павия за своя столица, а древните римски метрополии Милано и Монца за своя лятна резиденция; той дефинира себе си на оброчна корона като Gratia Dei rex totius Italiae („С Божията милост крал на цяла Италия“, следователно вече не само rex Langobardorum, „Крал на лангобардите“).
В тази посока се движии силният натиск, упражняван преди всичко от Теоделинда, към обръщането към Католицизма на лангобардите, дотогава все още предимно езичници или ариани . След първоначална подкрепа за схизматиците (към патриарх Йоан през 606 г.), суверените работят за прекомпозирането на Трикапитолийската схизма (която противопоставя Рим на Аквилейската патриаршия), поддържат преки отношения с папа Григорий Велики (размяна на писма с Теодолинда е запазен) и благоприятства създаването на манастири, като този основан от Свети Колумбан в Бобио.
И изкуството преживява разцвет с Агилулф и Теодолинда. В архитектурата Теодолинда основава базиликата „Сан Джовани“ и Кралския дворец на Монца. Оцелели са и шедьоври на златарството, като Кръстът на Агилулф, Кокошката с пиленцата, Евангелието на Теодолинда и известната Желязна корона (която, противно на това което се съобщава от традицията, никога не е била използвана в лангобардската епоха за коронясване на суверените, предвид факта че лангобардите, подобно на други германски народи, не са коронясвали своите крале, а те са били номинирани чрез акламация на народа с оръжие и кралският символ е бил копието).

## VII век

### Възход на арианите: Ариоалд и Ротари
След смъртта на Агилулф през 616 г. тронът преминава към малолетния му син Адалоалд. Регентството (което всъщност продължава дори след като кралят става пълнолетен ) се упражнява от кралицата-майка Теодолинда, която поверява военното командване на херцога Сундарит. Теодолинда продължава своята прокатолическа политика и мир с византийците, но предизвиква все по-решителна опозиция от страна на арийския и войнствения компонент на лангобардите. Конфликтът избухва през 624 г. и се оглавява от Ариоалд, херцог на Торино и девер на Адалоалд (той се жени за сестра му Гундеперга). Адалоалд е свален през 625 г. и Ариоалд заема поста на негово място.
„Държавният преврат“ срещу Баварската династия на Адалоалд и Теодолинда, който довежда Ариоалд на трона, поставя началото на конфликти между двата религиозни компонента на кралството. Зад или наред с избора на вяра обаче контрастът има политически нюанси, тъй като противопоставя привържениците на политиката на мир с византийците и с Папството и на интеграция с романците (баварците) на привържениците на една по-агресивна и експанзионистка политика (арийските благородници). Управлението на Ариоалд (626 - 636), който връща столицата в Павия, връщайки двора обратно в кралския дворец на града, е обезпокоен от тези контрасти, както и от външни заплахи; кралят успява да отблъсне атаката на аварите във Фриули, но не и да ограничи разрастването на франкското влияние в кралството. Легендата разказва, че след смъртта ѝ кралица Гундеперга е имала привилегията да избере своя нов съпруг и крал със същата процедура, както при майка ѝ Теодолинда. Изборът пада върху Ротари, херцог на Бреша и също арианец.
Ротари царува от 636 до 652 г. и ръководи множество военни кампании, които поставят почти цяла Северна Италия под владението на Лангобардското кралство. Той превзема Лигурия ( 643 г.), включително столицата Генуа и Луни, а Одерцо, макар и без съкрушителна победа над Равенския екзархат, побеждава и убива заедно с 8000 свои хора в битката при Скултена (близо до река Панаро) и успява да принуди Екзархията да се подчини на лангобардите. Вътрешно Ротари укрепва централната власт в ущърб на херцогствата на Голяма Лангобардия, докато на юг херцогът на Беневенто Аричис I (който от своя страна разширява също лангобардските владения) признава властта на краля на Павия.
Паметта на Ротари е свързана с известния едикт ; обнародван през 643 г., той е написан на латински, въпреки че е адресиран само до лангобардите, съгласно принципа на личността на закона. Римляните остават подчинени на римското право. Едиктът обобщава и кодифицира германските норми и обичаи, но също така въвежда значителни нововъведения, знак за прогреса на латинското влияние върху ломбардските обичаи. Едиктът забранява враждата (личното отмъщение) в полза на вергелд (парично обезщетение) и също така съдържа драстични ограничения върху използването на смъртното наказание.

### Баварска династия
След много краткото управление на сина на Ротари, Родоалд (652 - 653), херцозите избират Ариперт I, херцог на Асти и племенник на Теодолинда, за крал. Така Баварската династия се завръща на трона, знак за преобладаването на католическата фракция над арийската; царуването на Ариперто всъщност е известно със суровото потискане на арианството. При смъртта му (661 г.) завещанието на Ариперт разделя кралството между двамата му сина, Пертарит и Годеперт. Процедурата е обичайна сред франките, но сред лангобардите остава уникална. Може би и защото разделянето веднага изпада в криза: избухва конфликт между Пертарит, установил се в Милано, и Годеперт, останал в Павия, в който участва и херцогът на Беневенто Гримоалд. Херцогът се намесва със значителни военни сили, за да подкрепи Годеперт, но веднага щом пристига в Павия, той убива суверена и заема мястото му. Пертарит, явно превъзхождан числено, бяга при аварите.
Гримоалд получава инвеститурата на лангобардските благородници, но все още трябва да се справя с легитимната фракция, която създава международни съюзи, за да възстанови Пертарит на трона. Гримоалд получава реституцията на сваления суверен от аварите и Пертарит, веднага щом се завръща в Италия, трябва да се подчини на узурпатора, преди да може да избяга при франките от Неустрия, които нападат Гримоалд през 663 г. Новият крал, недолюбван от Неустрия, тъй като е съюзник на франките от Австразия, ги отхвърля при Рефранкоре близо до Асти и остава господар на положението.
Гримоалд, който през същата 663 г. отхвърля опита да завладее отново Италия от византийския император Констант II, упражнява своите суверенни правомощия с пълнота, която никога не е постигана от предшествениците му дотогава. Към лоялността на своето Херцогство Беневенто, поверено на сина му РомуалдI , той добавя това на херцогствата Сполето и Фриули, където налага херцози, лоялни към него. Той подкрепя работата по интеграция между различните компоненти на кралството и предлага на поданиците си образ, който взема като модел този на неговия предшественик Ротари, който в същото време е мъдър законодател (Гримоалд добавя нови закони към Едикта), покровител на изкуствата (той издига в Павия църква, посветена на Свети Амвросий и основава базиликата „Сан Микеле Маджоре“ – бъдещото място за кралски коронации), и е храбър войн.
След смъртта на Гримоалд през 671 г. Перктарит се завръща от изгнание и слага край на ефимерното управление на Гарибалд, син на Гримоалд и все още дете. Той веднага се договаря с другия син на Гримоалд, Ромуалд I от Беневенто, на когото налага лоялност в замяна на признаването на автономията на неговото херцогство. Пертарит търси и получава мир с византийците, които признават лангобардския суверенитет над по-голямата част от Италия. Освен това той развива политика в съответствие с традицията на своята династия и подкрепя Католическата църква в ущърб на арианството и привържениците на Трикапитолийската схизма. Той трябва да понесе  бунта на херцога на Тренто Алахис, който според Павел Дякон през 679 г. превзема Castrum Bauzanum, вероятно окупиран по време на периода на анархия, побеждавайки баварския командир, който го управлява до този момент с одобрението на кралете агилолфинги. Пертарит успява да отблъсне бунта на Алахис, макар и с цената на трудни териториални преотстъпванния и всъщност херцогът получава и Херцогство Бреша за себе си.
През 688 г., след смъртта на Пертарит, Алахис се надига отново, обединявайки около себе си противниците на прокатолическата политика на баварците. Неговият син и наследник Кунинкперт първоначално е победен и е принуден да намери убежище на Изола Комачина. Едва през 689 г. той успява да сложи край на бунта, побеждавайки и убивайки Алахис в битката при Коронате близо до Ада. Кризата вижда противопоставяне на двата региона на Голяма Лангобардия: от една страна западните региони (Неустрия), лоялни към баварските суверени, прокатолици и поддръжници на политиката на помирение с Византия и Рим, а от друга –източните региони (Аустрия), свързани с лангобардската традиция, която, зад своята привързаност към езичеството и арианството, не се примирява с смекчаване на войнствения характер на народа. Клонът на херцозите на Аустрия оспорва нарастващата „латинизация“ на обичаите, съдебните практики, законите и религията, което ускорява разпада и загубата на германската идентичност на лангобардския народ. Победата обаче позволява на Куниперт, който отдавна е свързан с трона от баща си и не е второстепенен актьор в неговата политика, да продължи делото за помирение на кралството, винаги в прокатолическа насока. Синод, свикан в Павия през 698 г., препотвърждава поглъщане на Трикапитолийската схизма с връщането на схизматиците към римско подчинение.

## VIII и IX век

### Династична криза
Смъртта на Кунинкперт през 700 г. бележи началото на сериозна династична криза. Възкачването на престола на невръстния син на Куниперт, Лиутперт, веднага е оспорено от херцога на Торино Рагинперт, също член на Баварската династия. Рагимперт побеждава привържениците на Лиутперт (неговия учител Анспранд, херцог на Асти и , Ротарит) при Новара и в началото на 701 г. се възкачва на трона. Въпреки това той умира само след осем месеца, оставяйки трона на сина си Ариперт II. Анспранд и Ротарит реагират незабавно и затварят Ариперт, връщайки трона на Лиутперт. Ариперт от своя страна успя да избяга и да се сблъска с настойниците на своя противник. През 702 г. той ги побеждава при Павия, затваря Лиутперт и заема трона. Малко след това той смазва окончателно опозицията: убива Ротарит, потиска херцогството му и кара да удавят  Лиутперт. Само Анспранд успява да избяга, намирайки убежище в Бавария. Малко по-късно Ариперт смазва нов бунт, този на херцога на Фриули Корволо, и упява да развие политика на умиротворяване, като винаги благоприятства католическия елемент на кралството.
През 712 г. Анспранд се завръща в Италия с армия, събрана в Бавария, и се сблъсква с Ариперт; битката е несигурна, но кралят проявява страхливост и е изоставен от привържениците си. Той умира, докато се опитва да избяга в кралството на франките, удавен в Тичино, където потъва поради тежестта на златото, което носи със себе си. С него приключва присъствието на Баварската династия на лангобардския трон.

### Лиутпранд - апогей на кралството
Анспранд умира само след три месеца управление, оставяйки трона на своя син Лиутпранд. Неговото царуване, най-дългото от всички лангобардски в Италия, се характеризира с почти религиозно възхищение, което се отдава на краля от неговия народ, който признава в него дързост, доблест и политическа далновидност; Лиутпранд успява да избегне две покушения срещу живота му (единият организиран от неговия роднина Ротари) благодарение на тези качества и дава не по-малко доказателства при воденето на многото войни от дългото си управление. Към тези типични ценности на германската линия на Лиутпранд, крал на нацията, която сега е преобладаващо католическа, добавя тези на piissimus rex (въпреки че няколко пъти се опитва да превземе Рим). На два пъти, в Сардиния и в района на Арл (където е призован от своя съюзник Карл Мартел), той успешно се противопоставя на сарацинските пирати, повишавайки репутацията си на християнски крал.
С тези епизоди също е свързано придобиването от краля на мощите на Свети Августин, които са в Сардиния и са застрашени от сарацините. След това Лиутпранд ги отвежда на безопасно място в Павия в базиликата „Сан Пиетро в Чел д'Оро“, която той основава. Неговият съюз с франките, увенчан със символично осиновяване на младия Пипин Късия, и с аварите по източните граници, му позволява да има сравнително свободни ръце на италианската шахматна дъска, макар че скоро влиза в конфликт с византийците и с Папството. Първият опит да се възползва от арабската офанзива срещу Константинопол през 717 г. се среща с лоши резултати; за да се сближи с папството, той трябва да изчака избухването на напрежението, причинено от ескалацията на византийското данъчно облагане и експедицията, проведена през 724 г. от Равенския екзарх, за да свали бунтовника папа Григорий II. По-късно той използва споровете между папата и Константинопол относно иконопочитанието (след указа на император Лъв III Исаврийски от 726 г.), за да завземе много градове от Екзархията и Пентаполис, представяйки се за покровител на католиците. За да не се противопоставя на папата, той се отказва от окупацията на село Сутри. Лиутпранд обаче връща града не на императора, а „на апостолите Петър и Павел“, според това, което Павел Дякон разказва в своята Historia Langobardorum. Това дарение, известно като Дарението от Сутри, предоставя правния прецедент за приписване на светска власт на Папството, което в крайна сметка ще създаде Папската държава.
През следващите години Лиутпранд влиза в съюз с Еекзарха срещу Папата, без да се отказва от предишния с папата срещу Екзарха; той увенчава тази класическа двойна игра с офанзива, която поставя херцогствата Сполето и Беневенто под негова власт, като най-накрая успява да договори мир между Папата и Екзарха, който е изгоден за лангобардите. Нито един лангобардски крал не е постигал подобни резултати във войни с други сили на италианска територия. През 732 г. неговият племенник Хилдебранд, който ще го наследи на трона, дори успява за кратко време да завладее Равена, откъдето обаче е изгонен малко след това от венецианците, извикани от новия папа Григорий III.
Лиутпранд е последният лангобардски суверен, който може да разчита на сплотеността на своето кралство; след него нито един крал не успява да елиминира опозицията и да царува необезпокоявано, напротив – различните дезертьорства на херцозите и непрекъснатите предателства ще доведат до окончателното поражение. Солидността на неговата власт се основава не само на личната му харизма, но и на реорганизацията на структурите на кралството, която той предприема от най-ранните години. Той укрепва канцлерството на Кралския дворец в Павия и органично определя териториалните (правни и административни) компетенции на скулдаските, гасталдите и херцозите. Той е много активен и в законодателния сектор: дванадесетте тома закони, които той издава, въвеждат правни реформи, вдъхновени от римското право, подобряват ефективността на съдилищата, променят вергелда и преди всичко защитават най-слабите сектори на обществото (непълнолетни, жени, длъжници, алдии, роби). 
Още през VII век социално-икономическата структура на кралството прогресивно се променя. Нарастването на населението благоприятства разпокъсването на фондовете до такава степен, че броят на лангобардите, които изпадат в състояние на бедност, нараства, както се потвърждава от законите, насочени към облекчаване на техните затруднения; от друга страна, дори някои римляни започват да се изкачват по социалната стълбица, обогатявайки се с търговия, със занаяти, със свободни професии или с придобиването на земи, които германците не са в състояние да управляват изгодно. Лиутпранд също се намесва в този процес, като реформира административната структура на кралството и освобождава най-бедните лангобарди от военни задължения.

### Последни крале
Управлението на Хилдебранд продължава само няколко месеца, след което той е свален от власт в бунт, воден от херцог Ратчис. Очертанията на епизода не са ясни, тъй като основното свидетелство на Павел Дякон завършва с панегирик за смъртта на Лиутпранд. Хилдебранд е обявен за крал през 737 г. по време на тежката болест на Лиутпранд (когото той изобщо не харесва), макар че след като се възстановява, приема избора. Следователно новият крал поне първоначално се радва на подкрепата на по-голямата част от аристокрацията, ако не и на великия монарх. Ратчис, херцог на Фриули, който се възкачва на трона вместо него, произхожда от семейство с дълга традиция на бунт срещу централната власт и съперничество с кралското семейство, но от друга страна той дължи живота и херцогската си титла на Лиутпранд, който му е простил, след като разкрива заговор, ръководен от баща му Пемо.
Ратчис е слаб владетел: от една страна той трябва да предостави по-голяма свобода на действие на другите херцози, а от друга – да обърне внимава доста да не раздразни франките и преди всичко техния майордом и де факто крал Пипин Късия, осиновен син на краля, чийто племенник е свалил. Тъй като не може да се довери на традиционните поддържащи структури на лангобардската монархия, той търси подкрепа от гасиндите, т.е. дребното благородство, свързано с краля чрез споразумения за защита  и преди всичко от римляните, т.е. нелангобардските поданици. Тези негови нововъведения в древния обичай, заедно с пролатинските обществени нагласи (той се жени за римлянката Тасия, и с римски обред; той приема титлата princeps вместо традиционната крал на лангобардите) го правят все по-необичан от основа лангобарди, което го принуждава да търси пълно обръщане на фронта, с внезапна атака срещу градовете на Пентаполиса. Папата обаче го убеждава да се откаже от обсадата на Перуджа. След този провал престижът на Ратчис се срива и херцозите избират брат му Айзтулф за нов крал, който вече го е наследил като херцог в Чивидале и който сега, след кратка борба, го принуждава да намери убежище в Рим и накрая да стане монах в Монтекасино.
Айзтулф е израз на по-агресивното течение на херцозите, което отказва активна роля на романския компонент на населението. Поради своята експанзионистична политика обаче той трябва да реорганизира армията, за да включи, макар и в подчинена позиция на лека пехота, всички етнически компоненти на кралството. Всички свободни граждани на кралството, както тези от романски произход, така и тези от лангобардски произход, подлежат на военна служба; военните разпоредби, издадени от него, споменават търговците няколко пъти – индикация за това как класата вече е станала важна.
Първоначално Айзтулф постига забележителни успехи, кулминиращи в превземането на Равена ( 751 г.). Тук кралят, живеещ в двореца на екзарха и сечещ монети от византийски тип, представя своята програма: да събере под своя власт всички римляни, подчинени досега на императора, без непременно да ги слива с лангобардите. Екзархията не е хомогенизирана с другите лангобардски владения в Италия (т.е. не е издигната като херцогство), но запазва своята специфика като sedes imperii (имперско седалище): по този начин Айзтулф се провъзгласява за пряк наследник в очите на италианските романци, на Византийския император и на Екзарха, негов представител.  Неговите кампании водят лангобардите до почти пълно владение на Италия, с окупацията (750-751) също на Истрия, Ферара , Комакио и всички територии на юг от Равена до Перуджа. С окупацията на крепостта Чекано той засилва натиска върху териториите, контролирани от папа Стефан II, докато в Мала Лангобардия той успява да наложи властта си и в Сполето и косвено в Беневенто.
Точно когато Айзтулф изглежда на път да преодолее цялата опозиция на италианска земя, в Галия, Пипин Късия, стар враг на узурпаторите от семейството на Лиутпранд, успява окончателно да свали династията на Меровингите, като сваля Хилдерих III и също така става крал де юре.Подкрепата на папството е решаваща, въпреки факта че преговорите (скоро провалени) също са в ход между Айзтулф и папата и опитът да се отслаби Пипин чрез подстрекаване на брат му Карломан срещу него.
Поради заплахата, която този ход представлява за новия крал на франките, споразумение между Пипин и Стефан II установява, в замяна на тържественото кралско помазание, слизането на франките в Италия. През 754 г. лангобардската армия, разположена да защитава Лангобардските ограждения във Вал ди Суза, е победена от франките. Айзтулф, бранейки Павия, трябва да приеме договор, който налага предаване на заложници и териториални трансфери, но две години по-късно войната срещу папата се подновява, който на свой ред отзовава франките. Победен отново, Айзтулф трябва да приеме много по-трудни условия: Равена е върната не на византийците, а на папата, увеличавайки териториалното ядро на Наследството на Свети Петър. Айзтулф трябва да приеме един вид откровен протекторат, загубата на териториалната непрекъснатост на своите владения и плащането на голямо обезщетение. Херцогствата Сполето и Беневенто побързват да се съюзят с победителите. Айзтулф умира малко след това сериозно унижение, през 756 г.
Брат Ратчис напуска манастира и се опитва, първоначално с известен успех, да се върне на трона. Въпреки това той среща съпротивата на Дезидерий, поставен от Айзтулф начело на Херцогство Тусция със седалище в Лука, което не принадлежи на Фриулската династия, ненавиждано от папата и франките, от които успява да получи подкрепа. Лангобардите му се подчиняват, за да избегнат ново идване на франките, а Ратчис е убеден от папата да се върне в Монтекасино.
Дезидерий, с умела и дискретна политика, постепенно препотвърждава лангобардския контрол над територията, като използва отново римляните, създавайки мрежа от манастири, управлявани от лангобардски аристократи (дъщеря му Анселперга е назначена за игуменка на „Сан Салваторе“ в Бреша), преговаряйки с наследника на папа Стефан II, Павел I и признаване на неговото номинално господство над много територии, които всъщност са в негова власт, като повторно завоюваните южни херцогства. Той също провежда небрежна брачна политика, като дава дъщеря си Лиутперга за жена на херцога на Бавария Тасило III през 763 г., докато другата му дъщеря (чието име не е известно, но която Алесандро Манцони я увековечава в трагедията Аделхис, като ѝ дава името  Ерменгарда) е обещана за жена на бъдещия Карл Велики.
Въпреки възходите и паденията на централната политическа власт, VIII век представлява апогей на кралството и период на икономическо благополучие. Древното общество на воини и поданици се трансформира в оживено разделение на класи със земевладелци, занаятчии, селяни, търговци, юристи; абатствата, особено бенедиктинските, преживяват голямо развитие, включително икономическо развитие, а паричната икономика се разширява с последващото създаване на банкова класа. След първоначален период, през който лангобардското монетосечене сече изключително имитация на византийски монети, кралете на Павия разработват самостоятелно златно и сребърно монетосечене. Херцогство Беневенто, най-независимото от херцогствата, също има свое собствено автономно монетосечене.

### Династия на Каролингите
През 771 г. Дезидерий е на път да накара папа Стефан III да приеме протекцията му, давайки възможност на лангобардския владетел окончателно да пожъне плодовете на своята умела политика, но през същата година деликатният политически баланс е нарушен от смъртта на Карломан. Така Карл има свобода да преразгледа съюза си с лангобардите, анулирайки династичния брак с дъщерята на Дезидерий, въпреки че в действителност не е ясно дали бракът вече е бил сключен или не. Страхувайки се за собствената си безопасност и за тази на децата си, съпругата на Карломан Герберга напуска кралството на франките, за да намери убежище в двора на Дезидерий. На следващата година новият папа Адриан I надделява над три отделни римски фракции. Адриан I принадлежи към партията, която се противопоставя на Дезидерий, и преобръща деликатната игра на съюзи, изисквайки предаването на териториите, които никога не са отстъпвани от Дезидерий и по този начин го кара да поднови войната срещу градовете на Романя. Освен това подкрепата, която Дезидерий предлага на племенниците на Карл Велики, ускорява едно ново споразумение между папата и краля на франките. Въпреки че току-що е започнал кампанията срещу саксонците, Карл Велики се притича на помощ на папата, страхувайки се от завладяването на Рим от лангобардите и последващата загуба на престиж. Между 773 и 774 г. той слиза в Италия (защитата на Лангобардските ограждения отново е неефективна поради разделенията между лангобардите), и, като надделява срещу твърда съпротива, превзема столицата на кралството Павия. Дезидерий и жена му са депортирани в Галия, а синът му Аделхис намира убежище в Константинопол.
| „                                                           | Така свърши лангобардска Италия и никой не може да каже дали е било щастие или нещастие за страната ни. Албоин и неговите наследници са били неудобни господари, по-неудобни от Теодорих, докато остават варвари, лагеруващи в завладяна територия. Но те вече се асимилираха с Италия и можеха да я превърнат в нация, както направиха франките във Франция. Но във Франция нямаше Папа, а в Италия –да. | “ |
| Индро Монтанели - Роберто Джервазо, L'Italia dei secoli bui | |   |

Оттогава Карл се нарича Gratia Dei rex Francorum et Langobardorum atque patricius Romanorum („По Божията милост крал на франките и лангобардите и римски патриций“), осъществявайки лична уния на двете кралства. В действителност Адриан I се надява да измести франките в Северна Италия, да им повери господството над регионите, където лангобардската аристокрация е по-трудна за контрол. Въпреки това, силата, показана от Карл по време на кампанията в Италия, е такава, че да привлече всички различни политически реалности към себе си, дори тези, които по принцип бяха подчинени на папата (например Херцогство Сполето), позволявайки Кралството на лангобардите да запази границите си непокътнати. Франкското завладяване позволява на Аоста и Суза да се върнат в лангобардската орбита, докато през 788 г., след период на относителна автономия, Истрия е присъединена отново към кралството. Единственото изключение представлява Херцогство Беневенто, чиято независимост е гарантирана благодарение на съюза с Източната Римска империя, а неговите суверени приемат титлата princeps Langobardorum, претендирайки за себе си за наследството на Кралство Павия.
Като крал на лангобардите Карл Велики поддържа Leges Langobardorum, но след потушаването на бунта от 776 г., воден от херцога на Фриули Хротгауд, той нарежда мащабни конфискации срещу лангобардската аристокрация, която в крайна сметка е заменена от франкските аристократи, които са се прехвърля в Италия, и насърчава реорганизацията на кралството по франкски модел, като въвежда в Италия фигури на държавни служители, наречени „графове“, които да заменят лангобардските херцози в администрацията на територията. Въпреки тези вътрешни сътресения Кралството на лангобардите не престана да поддържа своята автономия, още повече подчертана от факта, че между 781 и 818 г. Кралството на лангобардите се управлява от независими суверени на Каролингите, а именно Пипин и неговия син Бернард.
Тази автономия престава в началото на IX век, когато Бернард претърпява поражение в борбата за наследството на императорската корона, която Карл Велики получава през 800 г. от папа Лъв III. Така Бернард е елиминиран от чичо си, император Луи Благочестиви, който запазва за себе си титлата на крал на лангобардите, като отново осъществява личната уния с кралството на франките. Започвайки с Луи Благочестиви и неговите синове, идентичността на Кралството на лангобардите постепенно се присъединява и след това се заменя с тази на Кралство Италия, чието владение все повече се превръща в решаващ фактор за Каролингите, които се стремят да претендират за титлата на император.

## Спомен за кралството
Споменът за лангобардите в Италия като цяло няма солидни корени, освен в градове като Павия, Беневенто, Бреша и Чивидале, които са мощни по това време, и в някои важни църковни тела на лангобардската основа, като например брешанския манастир Лено, и следователно също и в Хрониката на Новалесза, написана през 11 век в Бреме недалеч от Павия.  И през XIII век в Северна Италия оцелява известно съзнание за древната лангобардска нация, както и в Павия, където хронистът Опичино де Канистрис в хвалебственото описание на града, което той съставя около третото десетилетие на XIV век, посвещава достатъчно място на паметта на Лангобардското кралство, оставяйки ни подчертано лоялна версия на лангобардската монархия от обсадата, поставена от Карл Велики на Павия през 774 г.
Започвайки от втората половина на XIII век, паметта на лангобардската нация е особено култивирана от Скалиджерите – господарите на Верона. Градът, важен римски муниципиум, е бил една от резиденциите на Теодорих, Албоин, Пипин и Беренгар I, и предлага много на една нова господарска власт, която дава политическа легитимност на Лангобардското кралство, използвайки го както в своите политически, така и в идеологически претенции предвид факта, че Скалиджерите са поставени като наследници на последните лангобардски владетели. Този проект оставя следи и в ономастичните избори на семейството, които от края на XIII век включват Албоин (като Албоино I или Паоло Албоино II), препратка към краля, погребан във Верона, и различни „кучешки“ имена (Кангранде, Мастино, Кансиньорио и др.), поставени във връзка с кучешката иконография и военните добродетели на лангобардите.
Интересът към събитията на лангобардите има важно възраждане, започвайки от втората половина наXIII век и в Ломбардия, когато Висконти стават носители на властта в Милано. Желаейки да възвеличат своя произход, те изграждат фалшива генеалогия, която през графовете на Ангера посочва крал Дезидерий като техен митичен прародител. От първите години на XIV век Висконти предприемат широка културна програма, насочена към легитимиране на властта им над Милано и Ломбардия. Първоначално, преди всичко чрез инструментално използване на минали събития и чрез манипулиране на историческата реалност за политически цели, както и благодарение на сътрудничеството на някои интелектуалци като Галвано Фиама и Бонинконтро Мориджа, те претендират за ролята на Милано като столица на кралството и кралската произход на династията. Също около средата на XIV век Висконти насърчават реконструкцията на Катедралата в Монца, използвайки паметта на Теодолинда и съкровището на базиликата като форма на легитимиране на новата политическа власт.  Паметта за лангобардската нация се култивира от Висконти с по-голяма сила след 1359 г., когато Галеацо II успява след някои злополучни опити да завладее Павия – град, в който, позовавайки се на лангобардските суверени и Кралство Италия, той установява свой двор. В Павия Галеацо II предприема строителна програма, целяща да припомни структурите на ранната средновековна столица: замъкът и паркът на Висконти, наследници на кралския дворец и неговата градина, и университетът, наследник на Студиума, популяризиран от Лотар през IX век. Базиликата „Сан Пиетро ин Чел д'Оро“ – древен манастир от ломбардската кралска основа, където са били съхранявани останките на крал Лиутпранд (както и мощите на Св. Августин Блажени и Северий Боеций), също е предпочитана от господаря Галеацо II като място на погребението му – избор, последван и от някои членове на неговия двор.  Използването на паметта за ранносредновековната кралска власт, за да легитимира нечия власт и да се постави пропагандно в пряка приемственост с лангобардските суверени, беше умело използвано от първия херцог на Милано, Джан Галеацо, който запази двора си в Павия и в завещанието си, той нарежда сърцето му да се съхранява след смъртта му в базиликата Сан Микеле, където традиционно се провеждат кралските коронации. С преминаването на херцогството от Висконти към Сфорца и утвърждаването на хуманизма, препратките към лангобардската кралска традиция постепенно губят своята сила.
През първите десетилетия на XVI век споменът за лангобардите продължава да съществува в политическата рефлексия на Николо Макиавели, който първо в Беседи върху първите десет глави на Тит Ливий и след това във Флорентински истории, заявява, че по времето на падането на Кралството лангобардите са били напълно слети с местното население, дотолкова че като чужденци сега запазили само името. Определено повлиян от събитията на многобройните чуждестранни нашествия, на които е наблюдател по време на войните в Италия, Макиавели също упреква Папската държава, че е възпрепятствала и блокирала всеки опит на владетелите на Павия да обединят страната, тласкайки Карл Велики и франките да нахлуят в Италия и да сложат край на независимото кралство – факт, който според Макиавели оказва силно влияние върху историята на полуострова.  Също през същите години, в които Макиавели завършва Беседи върху първите десет глави на Тит Ливий, анонимен ломбардски майстор рисува цикъл от фрески в църквата „Сан Теодоро“ в Павия, изобразяващи живота на светия епископ на Павия. В тях се разказва как, благодарение на намесата на Теодор, Карл Велики е трябвало да изостави обсадата на Павия, тъй като водите на Тичино са потопили лагера му. Според разказа на живописния цикъл градът не попада под контрола на франкския крал и Лангобардското кралство не престава да съществува. В годините, в които войните в Италия създават силна несигурност относно бъдещето на Миланското херцогство и на целия полуостров, клиентите на произведението, променяйки реалния резултат от обсадата, възнамеряват да подчертаят своята силна идентичност и автономия, търсейки сигурност в спомена за лангобардското минало.

## Историографски съждения
Епохата на Лангобардското кралство, особено в Италия, дълго време се смята за кралство на варварството в средата на т.нар. „Тъмни векове“. По-специално, през XVII век много църковни учени, като кардинал Цезар Бароний, дават отрицателно тълкуване на Лангобардското кралство, базирано почти изключително на папски източници от VIII век. Въпреки това, ако някои учени от Просвещението, на първо място Лудовико Антонио Муратори, се интересуват от лангобардите по по-научен начин и с по-малко предразсъдъци, по време на Рисорджименто лaнгобардската епоха е определена като период на объркване и разпръскване, белязанa от изоставените следи от славно минало и все още търсещи нова идентичност; например стиховете от трагедията Аделхис на Алесандро Манцони свидетелстват за това:
| „                                             | От мъхестите атриуми, от падащите форуми, от горитеi, от пламтящите ковачници, от мокрите бразди пот на слугите, разпръсната тълпа внезапно се пробужда. | “ |
| Алесандро Манцони, Аделхис, хор на Трети акт. | |   |

Икономистът Джорджо Руфоло, възприемайки преценката на Габриеле Пепе за лангобардите, говори за това с много нелицеприятни думи: „Нека кажем истината: Италия, може би поради неясен закон за отмъщение, в крайна сметка е засегната от най-малкото интелигентните и най-грубите варвари на Европа. Напълно неспособни да се слеят с покорения народ, свинари и луди ловци, напълно неспособни на продуктивна работа, груби хора без идеали, без поезия, без закони, без богатство, без държава (те се клаха един друг, непрекъснато предавайки един друг), те бяха за Италия истинско проклятие. Те белязаха най-нещастния век в нашата история”.
Серджо Рованяти стига толкова далеч, че определя трайните негативни предразсъдъци срещу лангобардите като „вид damnatio memoriae“, присъщо на това, което често е запазено за всички главни герои на варварските нашествия.
Най-новите историографски ориентации обаче до голяма степен преоценяват лангобардската епоха в историята на Италия. Германският историк Йорг Ярнут сочи набора от елементи, които съставляват историческото значение на Лангобардското кралство. Историческото двустранно разделение на Италия датира от разделянето между Мала и Голяма Лангобардия, което в продължение на векове ориентира Севера към Централно-западна Европа, а Юг, вместо това, към Средиземноморската зона, докато лангобардското право обуславя италианската правна система, толкова много че не е напълно изоставено дори след преоткриването на римското право между XI и XII век. Германският лангобардски език има голям принос за формирането на италианския език, който развива собствено отделяне от простонародния латински през вековете на Лангобардското кралство, за да приеме автономни форми.
Що се отнася до ролята на лангобардите в рамките на зараждащата се Европа, Ярнут посочва, че след упадъка на Кралството на вестготите и по време на периода на слабост на Кралството на франките през епохата на Меровингите, Павия е на ръба да приеме ръководна функция за Запада, след като определя окончателната граница между латино-германския Запад и гръцко-византийския Изток, като изтръгва голяма част от Италия от господството на василевса; укрепването на Франкското кралство при Карл Велики обаче се намесва, за да прекъсне внезапно европейското възход на лангобардите, което нанася решителни поражения на последните лангобардски суверени. Военното поражение обаче не съответства на анулирането на лангобардския елемент: Клаудио Адзара уточнява, че „самата Каролингска Италия в действителност е била конфигурирана като лангобардска Италия в конститутивните механизми на обществото и в културата“.

## Крале на лангобардите
(в Ломбардия, Италия)
- 568 – 572 Албоин
- 572 – 574 Клеф
- 574 – 584 Междуцарствие
- 584 – 590 Аутари
- 590 – 615 Агилулф
- 615 – 626 Адалоалд
- 626 – 636 Ариоалд
- 636 – 652 Ротари
- 652 – 653 Родоалд
- 653 – 661 Ариперт I
- 661 – 662 Годеперт и Перктарит
- 662 – 671 Гримоалд, заселва прабългари в Южна Италия
- 671 Гарибалд
- 671 – 688 Перктарит (2. път)
- 688 – 700 Кунинкперт
- 700 Лиутперт
- 701 Рагинперт
- 701 – 712 Ариперт II
- 712 Анспранд
- 712 – 744 Лиутпранд
- 744 Хилдепранд
- 744 – 749 Ратчис
- 749 – 756 Айзтулф
- 756–757 Ратчис (2. път)
- 757 – 774 Дезидерий (последен лангобардски крал на Лангобардия)
- 774 – 781 Карл Велики в Лична уния

## В италианската култура

#### Бертолдо
Фигурата на Бертолдо, скромен и проницателен селянин, произхождащ от Реторбидо, живял по време на управлението на Албоин (568 – 572), вдъхновява множество устни традиции през Средновековието и Ранната модерна епоха. Ученият от XVII век Джулио Чезаре Кроче е вдъхновен от тях в своите „Най-тънките трикове на Бертолдо“ (Le sottilissime astutie di Bertoldo) (1606), към които през 1608 г. добавя продължението „Приятните и нелепи простотии на Бертолдино, син на Бертолдо“ (Le piacevoli et ridicolose simplicità di Bertoldino, figlio di Bertoldo). През 1620 г. абат Адриано Банкиери, поет и композитор, разработва следващо продължение: „Новела ди Какасенно, син на простия Бертолдино“ (Novella di Cacasenno, figliuolo del semplice Bertoldino). Оттогава трите произведения обикновено са публикувани в един том под заглавието Bertoldo, Bertoldino e Cacasenno.

#### Аделхис
Развиваща се по време на финала на Лангобардското кралство, трагедията на Алесандро Манцони „Аделхис“ разказва историята на последния крал на лангобардите Дезидерий, неговия син Аделхис и дъщеря му, която въображението на Манцони кръщава Ерменгарда. Дезидерй, последен защитник на Лангобардското кралство срещу франкското нашествие, а дъщеря му е отхвърлената съпруга на Карл Велики. Манцони използва Лангобардското кралство като сцена, адаптирайки го към своята интерпретация на героите – истинският център на творбата, и предоставя на лангобардите ролята на предшественици на италианското национално единство и независимост, въпреки че същевременно взима доминиращия тогава образ на Периода на варварството след великолепието на Класическата епоха.

### Кино
Има три филма, вдъхновени от новелите на Кроче и Банкиери и поставени в началния период на Лангобардското кралство (тълкувано много свободно):
- Bertoldo, Bertoldino e Cacasenno (1936), реж. Джорджо Симонели
- Bertoldo, Bertoldino e Cacasenno (1954), реж. Марио Амендола и Руджеро Макари
- Bertoldo, Bertoldino e Cacasenno (1984), реж. Марио Моничели

Досега най-известният е последният, с актьорски състав, съставен от Уго Тоняци (Бертолдо), Маурицио Никети (Бертолдино), Алберто Сорди (фра Чипола) и Лело Арена (Крал Албоин).
Измислена версия на началния период на царуването е предложена от Rosmunda e Alboino (1961), режисиран от Карло Кампогалиани.

### Първични източници
- Fredegario, Pseudo-Fredegarii scholastici Chronicarum libri IV cum continuationibus in Monumenta Germaniae Historica SS rer. Mer. II, Hannover 1888
- Gregorio di Tours, Gregorii episcopi Turonensis Libri historiarum X (Historia Francorum) in Monumenta Germaniae Historica SS rer. Mer. I 1, Hannover 1951
- Leges Langobardorum (643-866), ed. F. Beyerle, Witzenhausen 1962
- Mario di Avenches, Chronica a. CCCCLV-DLXXXI. ed. Theodor Mommsen in Monumenta Germaniae Historica AA, XI, Berlino 1894
- Origo gentis Langobardorum, ed. G. Waitz in Monumenta Germaniae Historica SS rer. Lang.
- Paolo Diacono, Historia Langobardorum.

### Вторични източници
- Claudio Azzara, L'Italia dei barbari, Bologna, Il Mulino, 2002
- Claudio Azzara e Stefano Gasparri, Le leggi dei Longobardi, storia, memoria e diritto di un popolo germanico, Roma, Viella, 2005
- Sandrina Bandera, Declino ed eredità dai Longobardi ai Carolingi. Lettura e interpretazione dell'altare di S. Ambrogio, Morimondo, Fondazione Abbatia Sancte Marie de Morimundo, 2004
- Carlo Bertelli e Gian Pietro Broglio, Il futuro dei Longobardi. L'Italia e la costruzione dell'Europa di Carlo Magno, Skira, Milano, 2000
- Ottorino Bertolini, Roma e i Longobardi, Roma, Istituto di studi romani, 1972
- Gian Piero Bognetti, L'Editto di Rotari come espediente politico di una monarchia barbarica, Milano, Giuffre, 1957
- Franco Cardini e Marina Montesano, Storia medievale, Firenze, Le Monnier, 2006
- Paolo de Vingo, Aristocrazia e poteri locali nella necropoli longobarde nel Regnum Langobardorum centro-occidentale, in Gausac, n. 34-35, Grup d'Estudis Locals de Sant Cugat del Vallès, 2009
- Paolo Diacono, Storia dei Longobardi, a cura di Lidia Capo, Segrate, Mondadori, 1992
- Stefano Gasparri, I duchi longobardi, Roma, La Sapienza, 1978
- Stefano Gasparri, Italia longobarda. Il regno, i Franchi, il papato, Bari-Roma, Laterza, 2016
- Jörg Jarnut, Storia dei Longobardi, traduzione di Paola Guglielmotti, Torino, Einaudi, 1995 [1982]
- Indro Montanelli e Roberto Gervaso, L'Italia dei secoli bui, Milano, Rizzoli, 1965
- Carlo Guido Mor, Contributi alla storia dei rapporti fra Stato e Chiesa al tempo dei Longobardi. La politica ecclesiastica di Autari e di Agigulfo, in Rivista di storia del diritto italiano, 1930
- Christie Neil, I Longobardi. Storia e archeologia di un popolo, Genova, ECIG
- Gabriele Pepe, Il Medio Evo barbarico d'Italia, Torino, Einaudi, 1941
- Paolo Possenti, Le radici degli italiani. Vol. II: Romania e Longobardia, Milano, Effedieffe, 2001
- Sergio Rovagnati, I Longobardi, Milano, Xenia, 2003
- Giorgio Ruffolo, Quando l'Italia era una superpotenza, Torino, Einaudi, 2004
- Amelio Tagliaferri, I Longobardi nella civiltà e nell'economia italiana del primo Medioevo, Milano, Giuffrè, 1965
- Giovanni Tabacco, Storia d'Italia. Vol. I: Dal tramonto dell'Impero fino alle prime formazioni di Stati regionali, Torino, Einaudi, 1974
- Giovanni Tabacco, Egemonie sociali e strutture del potere nel medioevo italiano, Torino, Einaudi, 1999

### Обяснителни
1. ↑  Или 12 години според Origo gentis Langobardorum и Фредегарий.
2. ↑  Fara (множествено число: fare на италиански, farae на латински) е основната единица на социалната и военна организация на лангобардите. Състои се от обединяване на хомогенна и компактна група семейства (произхождащи от един и същ агнатичен клан) и успява да се организира в контингент с военни функции на проучване, нападение и окупация на територии по време на Голямата миграция, която води лангобардите от балтийската зона, до Панония, чак до Италия.
3. ↑  В тази връзка си спомняме подялбата, която Пипин Къси прави на своето кралство между двамата си сина Карломан и Карл (бъдещият Карл Велики), както и подялбата, подготвена от последния в полза на тримата наследници.

### Библиографски
1. ↑  Monasteri Imperiali Pavia. Pavia città Regia //   Посетен на 2023-01-28.
2. ↑  Diacono IV, 37; VI, с. 24-26 e 52..
3. ↑  Jörg Jarnut, Storia dei Longobardi, traduzione di Paola Guglielmotti, Torino, Einaudi, 1995 [1982], с. 48-50
4. ↑  Piero Majocchi. Piero Majocchi, Pavia capitale del regno longobardo: strutture urbane e identità civica //   Посетен на 2023-01-28.
5. ↑  Filippo Brandolini. Pavia: Vestigia di una Civitas altomedievale //   Посетен на 2023-01-28.[неработеща препратка]
6. ↑  Jörg Jarnut, Storia dei Longobardi, traduzione di Paola Guglielmotti, Torino, Einaudi, 1995 [1982], с. 46-48
7. ↑  Paolo de Vingo, Aristocrazia e poteri locali nella necropoli longobarde nel Regnum Langobardorum centro-occidentale, в Gausac, n. 34-35, Grup d'Estudis Locals de Sant Cugat del Vallès, 2009.
8. ↑  Jörg Jarnut, Storia dei Longobardi, traduzione di Paola Guglielmotti, Torino, Einaudi, 1995 [1982], с. 37
9. ↑  .Paolo Diacono, Storia dei Longobardi, a cura di Lidia Capo, Segrate, Mondadori, 1992, III, с. 16
10. ↑  Paolo Diacono, Storia dei Longobardi, a cura di Lidia Capo, Segrate, Mondadori, 1992, III, с. 35
11. 1 2 3  Jarnut с. 44..
12. ↑  Jarnut с. 43..
13. ↑  Piero Majocchi. The treasure of Theodelinda: ideological claims and political contingencies in the construction of a myth //   Посетен на 2023-01-28.
14. ↑  Diacono IV, 41..
15. ↑  Jarnut p. 61..
16. ↑  Piero Majocchi. Pavia capitale del regno longobardo: strutture urbane e identità civica //   Посетен на 2023-01-28.
17. ↑  Jarnut p. 56..
18. ↑  Diacono IV, 45..
19. ↑  Jarnut p. 58..
20. ↑  Jarnut p. 59..
21. ↑  Diacono IV, 46..
22. ↑  Paulus Diaconus, Historia Langobardorum (ed. Georg Waitz, MGH SS rerum Langobardicarum, Hannover, 1878), pp. 12-187, riferimento p. 35s.
23. ↑  Franco Cardini e Marina Montesano, Storia medievale, Firenze, Le Monnier, 2006, с. 86
24. ↑  Diacono VI, 35..
25. ↑  Jarnut pp. 96-97..
26. ↑  Diacono VI, 49..
27. ↑  Jarnut p. 82..
28. ↑  Sergio Rovagnati, I Longobardi, Milano, Xenia, 2003, с. 75-76
29. ↑  Jarnut pp. 98-101..
30. ↑  Diacono VI, 55..
31. ↑  Leges Langobardorum, Ratchis Leges, 14, 1-3.
32. ↑  Jarnut p. 111..
33. ↑  Jarnut p. 112..
34. ↑  Jarnut p. 102..
35. ↑  The New Cambridge Medieval History.   с. 300-301.
36. ↑  Jarnut p. 125..
37. ↑  Stefano Gasparri e Maria Cristina La Rocca, L'età di Carlo Magno, in Tempi barbarici, Roma, Carocci editore, 2019
38. ↑  Stefano Gasparri e Maria Cristina La Rocca, L'età di Carlo Magno, in Tempi barbarici, Roma, Carocci editore, 2019
39. ↑  I Longobardi fra oblio e memoria.   Roma, Viella. с. 240-254; 270- 271.
40. ↑  Stefano Gasparri. The fall of the Lombard kingdom: facts, memory and propaganda //   Посетен на 2023-01-28.
41. ↑  Piero Majocchi. Agiografia e potere: culto dei santi e rivendicazioni politiche a Pavia nel medioevo (secoli VI-XV) //   Посетен на 2023-01-28.
42. ↑  Piero Majocchi. majocchi bozze seta cangrande //   Посетен на 2023-01-28.
43. ↑  Piero Majocchi. Non iam capitanei, sed reges nominarentur: progetti regi e rivendicazioni politiche nei rituali funerari dei Visconti (XIV secolo) //   Посетен на 2023-01-28.
44. ↑  Piero Majocchi. The treasure of Theodelinda: ideological claims and political contingencies in the construction of a myth //   Посетен на 2023-01-28.
45. ↑  Maria Nadia Covini. Pavia dai Beccaria ai Visconti-Sforza. Metamorfosi di una città, in Le subordinazioni delle città comunali a poteri maggiori in Italia dagli inizi del secolo XIV all’ancien régime. //   Посетен на 2023-01-28.
46. ↑  Piero Majocchi. Non iam capitanei, sed reges nominarentur: progetti regi e rivendicazioni politiche nei rituali funerari dei Visconti (XIV secolo) //   Посетен на 2023-01-28.
47. ↑  Piero Majocchi. Non iam capitanei, sed reges nominarentur: progetti regi e rivendicazioni politiche nei rituali funerari dei Visconti (XIV secolo) //   Посетен на 2023-01-28.
48. ↑  E.A. Arslan. LONGOBARDI //  Enciclopedia dell' Arte Medievale.   1996. Посетен на 2023-01-28.
49. ↑  stefano gasparri. La storiografia italiana e i secoli bui: l’esempio dei Longobardi //   2014. Посетен на 2023-01-28.
50. ↑  Storie di S. Teodoro //   Посетен на 2023-01-28.
51. ↑  Piero Majocchi. Agiografia e potere: culto dei santi e rivendicazioni politiche a Pavia nel medioevo (secoli VI-XV) //   Посетен на 2023-01-28.
52. ↑  Claudio Azzara, L'Italia dei barbari, Bologna, Il Mulino, 2002, с. 135
53. ↑  Pepe ..
54. ↑  Giorgio Ruffolo, Quando l'Italia era una superpotenza, Torino, Einaudi, 2004, с. 299
55. ↑  Sergio Rovagnati, I Longobardi, Milano, Xenia, 2003, с.1
56. ↑  Jarnut pp. 135-136..
57. ↑  Jarnut pp. 136-137..
58. ↑  Claudio Azzara, L'Italia dei barbari, Bologna, Il Mulino, 2002, с. 138

|  | Тази страница частично или изцяло представлява превод на страницата Regno longobardo в Уикипедия на италиански. Оригиналният текст, както и този превод, са защитени от Лиценза „Криейтив Комънс – Признание – Споделяне на споделеното“, а за съдържание, създадено преди юни 2009 година – от Лиценза за свободна документация на ГНУ. Прегледайте историята на редакциите на оригиналната страница, както и на преводната страница, за да видите списъка на съавторите. ВАЖНО: Този шаблон се отнася единствено до авторските права върху съдържанието на статията. Добавянето му не отменя изискването да се посочват конкретни източници на твърденията, които да бъдат благонадеждни. |